# Knut Nilsson
Knut Nilsson (Stoccolma, 22 marzo 1887 – Stoccolma, 3 dicembre 1959) è stato un calciatore svedese, di ruolo centrocampista.

## Carriera

### Nazionale
Prese parte con la sua Nazionale ai Giochi olimpici del 1912, tuttavia non disputò neanche una partita.

### Cronologia presenze e reti in Nazionale
| Cronologia completa delle presenze e delle reti in nazionale ― Svezia | Cronologia completa delle presenze e delle reti in nazionale ― Svezia | Cronologia completa delle presenze e delle reti in nazionale ― Svezia | Cronologia completa delle presenze e delle reti in nazionale ― Svezia | Cronologia completa delle presenze e delle reti in nazionale ― Svezia | Cronologia completa delle presenze e delle reti in nazionale ― Svezia | Cronologia completa delle presenze e delle reti in nazionale ― Svezia | Cronologia completa delle presenze e delle reti in nazionale ― Svezia |
| Data                                                                  | Città                                                                 | In casa                                                               | Risultato                                                             | Ospiti                                                                | Competizione                                                          | Reti                                                                  | Note                                                                  |
| --------------------------------------------------------------------- | --------------------------------------------------------------------- | --------------------------------------------------------------------- | --------------------------------------------------------------------- | --------------------------------------------------------------------- | --------------------------------------------------------------------- | --------------------------------------------------------------------- | --------------------------------------------------------------------- |
| 29-10-1911                                                            | Amburgo                                                               | Germania                                                              | 1 – 3                                                                 | Svezia                                                                | Amichevole                                                            | -                                                                     |                                                                       |
| 27-6-1912                                                             | Solna                                                                 | Svezia                                                                | 7 – 1                                                                 | Finlandia                                                             | Amichevole                                                            | -                                                                     |                                                                       |
| 4-5-1913                                                              | Mosca                                                                 | Russia                                                                | 1 – 4                                                                 | Svezia                                                                | Amichevole                                                            | -                                                                     |                                                                       |
| 5-10-1913                                                             | Stoccolma                                                             | Svezia                                                                | 0 – 10                                                                | Danimarca                                                             | Amichevole                                                            | -                                                                     |                                                                       |
| 10-6-1914                                                             | Solna                                                                 | Svezia                                                                | 1 – 5                                                                 | Inghilterra                                                           | Amichevole                                                            | -                                                                     | L'Inghilterra giocava con la Nazionale dilettanti                     |
| 21-6-1914                                                             | Solna                                                                 | Svezia                                                                | 1 – 1                                                                 | Ungheria                                                              | Amichevole                                                            | -                                                                     |                                                                       |
| 28-6-1914                                                             | Kristiania                                                            | Norvegia                                                              | 0 – 1                                                                 | Svezia                                                                | Amichevole                                                            | -                                                                     |                                                                       |
| 5-7-1914                                                              | Solna                                                                 | Svezia                                                                | 2 – 2                                                                 | Russia                                                                | Amichevole                                                            | -                                                                     |                                                                       |
| 24-10-1915                                                            | Solna                                                                 | Svezia                                                                | 5 – 2                                                                 | Norvegia                                                              | Amichevole                                                            | -                                                                     |                                                                       |
| Totale                                                                |                                                                       | Presenze                                                              | 9                                                                     |                                                                       | Reti                                                                  | 0                                                                     |                                                                       |